# 广西大青
广西大青（学名：Clerodendrum cyrtophyllum var. kwangsiense）为唇形科大青属的变种。分布于中国大陆的广西等地，多生于山坡灌丛中，目前尚未由人工引种栽培。